# Ligue des champions 2 de l'AFC 2024-2025
Navigation
Édition précédente Édition suivante
La Ligue des champions 2 de l'AFC 2024-2025 est la 21e édition de la compétition inter-clubs asiatiques de football de deuxième niveau et la 1re édition sous le nom de Ligue des champions 2.
Cette compétition organisée par l'AFC oppose des clubs asiatiques qui se sont illustrés dans leurs championnats respectifs la saison précédente. Elle a remplacé la Coupe de l'AFC à la suite de la réforme des compétitions de la confédération asiatique.
Le vainqueur de la Ligue des champions 2 se qualifie pour les tours préliminaires de la Ligue des champions Élite de l'AFC 2025-2026.

## Format
La compétition est composée de 32 équipes faisant partie des 12 nations de chaque zone régionale les mieux classées au Classement des compétitions de clubs de l'AFC. À noter qu'il existe désormais deux autres compétitions continentales des clubs, la Ligue des champions Élite de l'AFC et la Challenge League de l'AFC.
La phase de groupe de la compétition est composés de groupes de 4 équipes, quatre par zone régionale, et d'une phase finale répartie par zone régionale jusqu'à la finale.

## Participants
32 équipes provenant de 23 associations membres de l'AFC participent à la Ligue des champions 2 2024‑2025.
D'après le Classement des compétitions de clubs de l'AFC 2022, une liste définit d’abord le nombre de clubs qu’une association a droit d’envoyer,, :
- Les perdants des tours préliminaires de Ligue des champions Élite de l'AFC 2024-2025 sont qualifiés en phase de groupes ;
- Les associations aux places 1 à 6 de chaque zone régionale envoient un clubs en phase de ligue ;
- Les associations aux places 7 à 10 de chaque zone régionale envoient un club en phase de ligue et un club en tour préliminaire ;
- Les associations aux places 11 à 12 de chaque zone régionale envoient un club en tour préliminaire.

### Région de l'Ouest
| Arabie saoudite (Rang AFC W1 - 93,795 pts)                   | Arabie saoudite (Rang AFC W1 - 93,795 pts) | Qatar (Rang AFC W2 - 75,950 pts)               | Qatar (Rang AFC W2 - 75,950 pts)               |
| ------------------------------------------------------------ | ------------------------------------------ | ---------------------------------------------- | ---------------------------------------------- |
| 4e du Championnat 2023-2024                                  | Al-Taawoun FC                              | 4e du Championnat 2023-2024                    | Al-Wakrah SC                                   |
| Iran (Rang AFC W3 - 72,018 pts)                              | Iran (Rang AFC W3 - 72,018 pts)            | Émirats arabes unis (Rang AFC W4 - 64,129 pts) | Émirats arabes unis (Rang AFC W4 - 64,129 pts) |
| 4e du Championnat 2023-2024                                  | Tractor SC                                 | 4e du Championnat 2023-2024                    | Sharjah FC                                     |
| Ouzbékistan (Rang AFC W5 - 45,006 pts)                       | Ouzbékistan (Rang AFC W5 - 45,006 pts)     | Irak (Rang AFC W6 - 36,901 pts)                | Irak (Rang AFC W6 - 36,901 pts)                |
| Vainqueur de la Coupe 2023                                   | Nasaf Qarshi                               | 2e du Championnat 2023-2024                    | Al-Qowa Al-Jawiya                              |
| Jordanie (Rang AFC W7 - 30,161 pts)                          | Jordanie (Rang AFC W7 - 30,161 pts)        | Tadjikistan (Rang AFC W8 - 23,976 pts)         | Tadjikistan (Rang AFC W8 - 23,976 pts)         |
| Champion 2023-2024                                           | Al Hussein Irbid                           | Champion 2023                                  | Istiqlol Douchanbé                             |
| 2e du Championnat 2023-2024                                  | Al-Weehdat Club                            | 2e du Championnat 2023                         | Ravshan Kulob                                  |
| Inde (Rang AFC W9 - 23,639 pts)                              | Inde (Rang AFC W9 - 23,639 pts)            | Bahreïn (Rang AFC W10 - 20,681 pts)            | Bahreïn (Rang AFC W10 - 20,681 pts)            |
| Champion 2023-2024                                           | Mohun Bagan                                | Champion 2023-2024                             | Al-Khaldiya SC                                 |
| Repéché des tours préliminaires de Ligue des champions Élite |                                            |                                                |                                                |
| Repéché du 2e tour préliminaire                              | Shabab Al-Ahli Club                        | Repéché du 1er tour préliminaire               | Sepahan SC                                     |

| Inde (Rang AFC W9 - 23,639 pts)      | Inde (Rang AFC W9 - 23,639 pts)    | Bahreïn (Rang AFC W10 - 20,681 pts)      | Bahreïn (Rang AFC W10 - 20,681 pts)      |
| ------------------------------------ | ---------------------------------- | ---------------------------------------- | ---------------------------------------- |
| Vainqueur de la Supercoupe 2023-2024 | East Bengal                        | Vainqueur de la Coupe 2023-2024          | Al-Ahli Club                             |
| Koweït (Rang AFC W11 - 20,069 pts)   | Koweït (Rang AFC W11 - 20,069 pts) | Turkménistan (Rang AFC W12 - 19,464 pts) | Turkménistan (Rang AFC W12 - 19,464 pts) |
| Champion 2023-2024                   | Koweït SC                          | 2e du Championnat 2023                   | Altyn Asyr                               |

### Région de l'Est
La Corée du Nord, n'ayant pas de club autorisé à participer à la compétition, il n'y a pas de tour préliminaire dans la région Est.
| Japon (Rang AFC E1 - 91,821 pts)                             | Japon (Rang AFC E1 - 91,821 pts)          | Corée du Sud (Rang AFC E2 - 88,295 pts) | Corée du Sud (Rang AFC E2 - 88,295 pts) |
| ------------------------------------------------------------ | ----------------------------------------- | --------------------------------------- | --------------------------------------- |
| 3e du Championnat 2023                                       | Sanfrecce Hiroshima                       | 4e du Champion 2023                     | Jeonbuk Hyundai                         |
| Chine (Rang AFC E3 - 57,630 pts)                             | Chine (Rang AFC E3 - 57,630 pts)          | Thaïlande (Rang AFC E4 - 49,470 pts)    | Thaïlande (Rang AFC E4 - 49,470 pts)    |
| 3e du Championnat 2023                                       | Zhejiang Professional                     | 3e du Championnat 2023-2024             | Thai Port FC                            |
| 3e du Championnat 2023                                       | Zhejiang Professional                     | 5e du Championnat 2023-2024             | Muangthong United                       |
| Australie (Rang AFC E5 - 33,830 pts)                         | Australie (Rang AFC E5 - 33,830 pts)      | Malaisie (Rang AFC E6 - 29,951 pts)     | Malaisie (Rang AFC E6 - 29,951 pts)     |
| Vainqueur Coupe 2023                                         | Sydney FC                                 | 2e du Championnat 2023                  | Selangor FC                             |
| Vietnam (Rang AFC E7 - 29,450 pts)                           | Vietnam (Rang AFC E7 - 29,450 pts)        | Hong Kong (Rang AFC E8 - 27,976 pts)    | Hong Kong (Rang AFC E8 - 27,976 pts)    |
| Champion 2023-2024                                           | Nam Dinh FC                               | Champion 2023-2024                      | Lee Man FC                              |
| Vainqueur de la Coupe 2023-2024                              | Thanh Hóa FC                              | Vainqueur de la Coupe 2023-2024         | Eastern SC                              |
| Philippines (Rang AFC E9 - 18,428 pts)                       | Philippines (Rang AFC E9 - 18,428 pts)    | Singapour (Rang AFC E10 - 16,824 pts)   | Singapour (Rang AFC E10 - 16,824 pts)   |
| Champion 2024                                                | Kaya FC                                   | 2e du Championnat 2023                  | Lion City Sailors                       |
| 2e du Championnat 2024                                       | Cebu FC                                   | 3e du Championnat 2023                  | Tampines Rovers FC                      |
| Corée du Nord (Rang AFC E11 - 16,117 pts)                    | Corée du Nord (Rang AFC E11 - 16,117 pts) | Indonésie (Rang AFC E12 - 15,083 pts)   | Indonésie (Rang AFC E12 - 15,083 pts)   |
| Championnat 2023-2024                                        | Ryomyong SC,                              | Champion 2023-2024                      | Persib Bandung                          |
| Repéché des tours préliminaires de Ligue des champions Élite |                                           |                                         |                                         |
| Repéché du 2e tour préliminaire                              | Repéché du 2e tour préliminaire           | Bangkok United                          | Bangkok United                          |

## Calendrier
| Nom                                             | Tirage au sort   | Zone Ouest                                           | Zone Ouest                                        | Zone Est                                           | Zone Est                                          |
| Nom                                             | Tirage au sort   | Date aller                                           | Date retour                                       | Date aller                                         | Date retour                                       |
| ----------------------------------------------- | ---------------- | ---------------------------------------------------- | ------------------------------------------------- | -------------------------------------------------- | ------------------------------------------------- |
| Tours préliminaires (2024)                      |                  |                                                      |                                                   |                                                    |                                                   |
| Premier tour                                    | Aucun            | 14 août 2024                                         | 14 août 2024                                      | -                                                  | -                                                 |
| Phase de groupes (2024)                         |                  |                                                      |                                                   |                                                    |                                                   |
| Journées 1 et 4 Journées 2 et 5 Journées 3 et 6 | 16 août 2024     | 17 et 18 septembre 1er et 2 octobre 22 et 23 octobre | 5 et 6 novembre 26 et 27 novembre 3 et 4 décembre | 18 et 19 septembre 2 et 3 octobre 23 et 24 octobre | 6 et 7 novembre 27 et 28 novembre 4 et 5 décembre |
| Phase à élimination directe (2025)              |                  |                                                      |                                                   |                                                    |                                                   |
| Huitièmes de finale                             | 12 décembre 2024 | 11 et 12 février                                     | 18 et 19 février                                  | 12 et 13 février                                   | 19 et 20 février                                  |
| Quarts de finale                                | 12 décembre 2024 | 4 et 5 mars                                          | 11 et 12 mars                                     | 5 et 6 mars                                        | 12 et 13 mars                                     |
| Demi-finale                                     | 12 décembre 2024 | 8 avril                                              | 15 avril                                          | 9 avril                                            | 16 avril                                          |
| Finale                                          | 12 décembre 2024 | Samedi 17 mai 2025                                   | Samedi 17 mai 2025                                | Samedi 17 mai 2025                                 | Samedi 17 mai 2025                                |

## Tours préliminaires

### Premier tour
Ce tour concerne les équipes issue des associations classées aux 9e et 12e place du classement AFC de la zone Ouest. Les vainqueurs de ce tour se qualifient pour la phase de groupes tandis que les perdants sont reversé en phase de groupe de Challenge League de l'AFC 2024-2025.
| Équipe 1          | Résultat          | Équipe 2          |
| Région de l'Ouest | Région de l'Ouest | Région de l'Ouest |
| ----------------- | ----------------- | ----------------- |
| East Bengal       | 2 - 3             | Altyn Asyr        |
| Al-Ahli Club      | 0 - 1             | Koweït SC         |

## Phase de groupes

### Format et tirage au sort
Le tirage au sort a lieu le 16 août 2024 au siège de l'AFC à Kuala Lumpur. Les trente-deux équipes participantes (16 Région de l'Ouest et 16 Région de l'Est) sont placées dans quatre chapeaux de quatre équipes au sein de leur région, sur la base des règles suivantes,:
- les équipes repêchées des tours préliminaires de Ligue des champions Élite 2024-2025 sont placé dans le premier chapeau.
- les chapeaux sont complétés dans l'ordre du classement des compétitions de clubs de l'AFC.
- les équipes issues des tours préliminaires, sont placé dans le chapeau 4.
- il faut noter que lors du tirage au sort, il est impossible pour deux équipes d'une même association de se rencontrer dans un groupe.

#### Pot du tirage au sort
| Chapeau 1           | Chapeau 2         | Chapeau 3               | Chapeau 4         |
| ------------------- | ----------------- | ----------------------- | ----------------- |
| Sepahan SC          | Tractor SC        | Al Hussein Irbid Ch     | Al-Weehdat Club C |
| Shabab Al-Ahli Club | Sharjah FC        | Istiqlol Douchanbé Ch C | Ravshan Kulob     |
| Al-Taawoun FC       | Nasaf Qarshi C    | Mohun Bagan Ch          | Altyn Asyr        |
| Al-Wakrah SC        | Al-Qowa Al-Jawiya | Al-Khaldiya SC Ch       | Koweït SC Ch      |

| Chapeau 1              | Chapeau 2             | Chapeau 3         | Chapeau 4         |
| ---------------------- | --------------------- | ----------------- | ----------------- |
| Bangkok United         | Thai Port             | Lee Man Ch        | Eastern SC C      |
| Sanfrecce Hiroshima    | Sydney FC C           | Kaya FC Ch        | Cebu FC           |
| Jeonbuk Hyundai Motors | Selangor FC           | Lion City Sailors | Tampines Rovers C |
| Zhejiang Professional  | Thep Xanh Nam Dinh Ch | Muangthong United | Persib Bandung Ch |

### Critères de départage
Selon l'article 10.5 du règlement de la compétition, en cas d’égalité de points de plusieurs équipes à l'issue des matches de groupe, les critères suivants sont appliqués dans l'ordre indiqué pour établir leur classement :
1. plus grand nombre de points obtenus dans les matches de groupe disputés entre les équipes concernées ;
2. meilleure différence de buts dans les matches du groupe disputés entre les équipes concernées ;
3. plus grand nombre de buts marqués dans les matches du groupe disputés entre les équipes concernées ;
4. plus grand nombre de buts marqués à l’extérieur dans les matches du groupe disputés entre les équipes concernées ;
5. si, après l’application des critères 1 à 4, plusieurs équipes sont toujours à égalité, les critères 1 à 4 sont à nouveau appliqués exclusivement aux matches entre les équipes concernées afin de déterminer leur classement final. Si cette procédure ne donne pas de résultat, les critères 6 à 12 s’appliquent ;
6. meilleure différence de buts dans tous les matches du groupe ;
7. plus grand nombre de buts marqués dans tous les matches du groupe ;
8. tirs au but, si deux équipes seulement sont impliquées et qu'elles se sont rencontrés au dernier tour du groupe ;
9. plus faible total de points disciplinaires sur la base uniquement des cartons jaunes et des cartons rouges reçus durant tous les matches du groupe, (expulsion pour deux cartons jaunes au cours d'un match = 3 points) ;
10. meilleur classement de la fédération à laquelle appartient l'équipe.

### Classements et Résultats
| Légende des classements - Qualifié pour les huitièmes de finale | 0 | Légende des résultats - Victoire à domicile - Match nul - Victoire à l'extérieur |

#### Région de l'Ouest

##### Groupe A
| Rang | Équipe        | Pts             | J               | G               | N               | P               | Bp              | Bc              | Diff            |  | Résultats (▼ dom., ► ext.) |     |     |     |
| ---- | ------------- | --------------- | --------------- | --------------- | --------------- | --------------- | --------------- | --------------- | --------------- |  | -------------------------- | --- | --- | --- |
| 1    | Tractor SC    | 10              | 4               | 3               | 1               | 0               | 16              | 4               | +12             |  | Tractor SC                 |     | 3-3 | 7-0 |
| 2    | Al-Wakrah SC  | 4               | 4               | 1               | 1               | 2               | 4               | 8               | -4              |  | Al-Wakrah SC               | 0-3 |     | 0-2 |
| 3    | Ravshan Kulob | 0               | 4               | 1               | 0               | 3               | 3               | 11              | -8              |  | Ravshan Kulob              | 1-3 | 0-1 |     |
| 4    | Mohun Bagan   | Forfait Général | Forfait Général | Forfait Général | Forfait Général | Forfait Général | Forfait Général | Forfait Général | Forfait Général |  |                            |     |     |     |

##### Groupe B
| Rang | Équipe            | Pts | J | G | N | P | Bp | Bc | Diff |  | Résultats (▼ dom., ► ext.) |     |     |     |     |
| ---- | ----------------- | --- | - | - | - | - | -- | -- | ---- |  | -------------------------- | --- | --- | --- | --- |
| 1    | Al-Taawoun        | 15  | 6 | 5 | 0 | 1 | 13 | 6  | +7   |  | Al-Taawoun                 |     | 2-1 | 1-2 | 2-1 |
| 2    | Al-Khaldiya SC    | 12  | 6 | 4 | 0 | 2 | 14 | 7  | +7   |  | Al-Khaldiya SC             | 2-3 |     | 4-1 | 4-0 |
| 3    | Al-Qowa Al-Jawiya | 9   | 6 | 3 | 0 | 3 | 8  | 9  | -1   |  | Al-Qowa Al-Jawiya          | 0-1 | 1-2 |     | 2-1 |
| 4    | Altyn Asyr        | 0   | 6 | 0 | 0 | 6 | 2  | 15 | -13  |  | Altyn Asyr                 | 0-4 | 0-1 | 0-2 |     |

##### Groupe C
| Rang | Équipe             | Pts | J | G | N | P | Bp | Bc | Diff |  | Résultats (▼ dom., ► ext.) |     |     |     |     |
| ---- | ------------------ | --- | - | - | - | - | -- | -- | ---- |  | -------------------------- | --- | --- | --- | --- |
| 1    | Sharjah FC         | 13  | 6 | 4 | 1 | 1 | 13 | 8  | +5   |  | Sharjah FC                 |     | 2-2 | 3-1 | 3-1 |
| 2    | Al-Weehdat Club    | 11  | 6 | 3 | 2 | 1 | 8  | 7  | +1   |  | Al-Weehdat Club            | 1-3 |     | 2-1 | 1-0 |
| 3    | Sepahan SC         | 10  | 6 | 3 | 1 | 2 | 12 | 7  | +5   |  | Sepahan SC                 | 3-1 | 1-1 |     | 4-0 |
| 4    | Istiqlol Douchanbé | 0   | 6 | 0 | 0 | 6 | 1  | 12 | -11  |  | Istiqlol Douchanbé         | 0-1 | 0-1 | 0-2 |     |

##### Groupe D
| Rang | Équipe              | Pts | J | G | N | P | Bp | Bc | Diff |  | Résultats (▼ dom., ► ext.) |     |     |     |     |
| ---- | ------------------- | --- | - | - | - | - | -- | -- | ---- |  | -------------------------- | --- | --- | --- | --- |
| 1    | Shabab Al-Ahli Club | 13  | 6 | 4 | 1 | 1 | 17 | 11 | +6   |  | Shabab Al-Ahli Club        |     | 3-1 | 4-1 | 3-2 |
| 2    | Al Hussein Irbid    | 10  | 6 | 3 | 1 | 2 | 11 | 11 | 0    |  | Al Hussein Irbid           | 2-3 |     | 2-1 | 2-1 |
| 3    | Koweït SC           | 6   | 6 | 1 | 3 | 2 | 9  | 12 | -3   |  | Koweït SC                  | 3-3 | 2-2 |     | 0-0 |
| 4    | Nasaf Qarshi        | 4   | 6 | 1 | 1 | 4 | 7  | 10 | -3   |  | Nasaf Qarshi               | 2-1 | 1-2 | 1-2 |     |

#### Région de l'Est

##### Groupe E
| Rang | Équipe              | Pts | J | G | N | P | Bp | Bc | Diff |  | Résultats (▼ dom., ► ext.) |     |     |     |     |
| ---- | ------------------- | --- | - | - | - | - | -- | -- | ---- |  | -------------------------- | --- | --- | --- | --- |
| 1    | Sanfrecce Hiroshima | 16  | 6 | 5 | 1 | 0 | 14 | 5  | +9   |  | Sanfrecce Hiroshima        |     | 2-1 | 3-0 | 4-1 |
| 2    | Sydney FC           | 12  | 6 | 4 | 0 | 2 | 17 | 6  | +11  |  | Sydney FC                  | 0-1 |     | 3-1 | 5-0 |
| 4    | Kaya FC             | 4   | 6 | 1 | 1 | 4 | 6  | 14 | -8   |  | Kaya FC                    | 1-1 | 1-4 |     | 1-2 |
| 3    | Eastern SC          | 3   | 6 | 1 | 0 | 5 | 7  | 19 | -12  |  | Eastern SC                 | 2-3 | 1-4 | 1-2 |     |

##### Groupe F
| Rang | Équipe                | Pts | J | G | N | P | Bp | Bc | Diff |  | Résultats (▼ dom., ► ext.) |     |     |     |     |
| ---- | --------------------- | --- | - | - | - | - | -- | -- | ---- |  | -------------------------- | --- | --- | --- | --- |
| 1    | Lion City Sailors     | 10  | 6 | 3 | 1 | 2 | 15 | 11 | +4   |  | Lion City Sailors          |     | 5-2 | 2-0 | 2-3 |
| 2    | Thai Port             | 10  | 6 | 3 | 1 | 2 | 9  | 11 | -2   |  | Thai Port                  | 1-3 |     | 1-0 | 2-2 |
| 3    | Zhejiang Professional | 9   | 6 | 3 | 0 | 3 | 10 | 10 | 0    |  | Zhejiang Professional      | 4-2 | 1-2 |     | 1-0 |
| 4    | Persib Bandung        | 5   | 6 | 1 | 2 | 3 | 9  | 11 | -2   |  | Persib Bandung             | 1-1 | 0-1 | 3-4 |     |

##### Groupe G
| Rang | Équipe             | Pts | J | G | N | P | Bp | Bc | Diff |  | Résultats (▼ dom., ► ext.) |     |     |     |     |
| ---- | ------------------ | --- | - | - | - | - | -- | -- | ---- |  | -------------------------- | --- | --- | --- | --- |
| 1    | Bangkok United     | 13  | 6 | 4 | 1 | 1 | 12 | 6  | +6   |  | Bangkok United             |     | 3-2 | 4-2 | 4-1 |
| 2    | Thep Xanh Nam Dinh | 11  | 6 | 3 | 2 | 1 | 13 | 8  | +5   |  | Thep Xanh Nam Dinh         | 0-0 |     | 3-2 | 3-0 |
| 3    | Tampines Rovers    | 8   | 6 | 2 | 2 | 2 | 11 | 11 | 0    |  | Tampines Rovers            | 1-0 | 3-3 |     | 3-1 |
| 4    | Lee Man            | 1   | 6 | 0 | 1 | 5 | 2  | 13 | -11  |  | Lee Man                    | 0-1 | 0-2 | 0-0 |     |

##### Groupe H
| Rang | Équipe                 | Pts | J | G | N | P | Bp | Bc | Diff |  | Résultats (▼ dom., ► ext.) |     |     |     |     |
| ---- | ---------------------- | --- | - | - | - | - | -- | -- | ---- |  | -------------------------- | --- | --- | --- | --- |
| 1    | Jeonbuk Hyundai Motors | 12  | 6 | 4 | 0 | 2 | 16 | 4  | +12  |  | Jeonbuk Hyundai Motors     |     | 4-1 | 1-0 | 4-0 |
| 2    | Muangthong United      | 11  | 6 | 3 | 2 | 1 | 16 | 10 | +6   |  | Muangthong United          | 1-0 |     | 1-1 | 2-2 |
| 3    | Selangor FC            | 10  | 6 | 3 | 1 | 2 | 9  | 5  | +4   |  | Selangor FC                | 2-1 | 1-2 |     | 1-0 |
| 4    | Cebu FC                | 1   | 6 | 0 | 1 | 5 | 4  | 26 | -22  |  | Cebu FC                    | 0-6 | 2-9 | 0-4 |     |

## Phase à élimination directe

### Tirage au sort
Les équipes qualifiées sont réparties entre deux pots au sein de chaque région.
Le tirage au sort a lieu le 12 décembre 2024.
| Les 8 qualifiés de la Région Ouest | Les 8 qualifiés de la Région Ouest | Les 8 qualifiés de la Région Ouest |
| Groupe                             | Pot 1 - Vainqueur de groupe        | Pot 2 - Deuxième de groupe         |
| ---------------------------------- | ---------------------------------- | ---------------------------------- |
| A                                  | Tractor SC                         | Al-Wakrah SC                       |
| B                                  | Al-Taawoun                         | Al-Khaldiya SC                     |
| C                                  | Sharjah FC                         | Al-Weehdat Club                    |
| D                                  | Shabab Al-Ahli Club                | Al Hussein Irbid                   |

| Les 8 qualifiés de la Région Est | Les 8 qualifiés de la Région Est | Les 8 qualifiés de la Région Est |
| Groupe                           | Pot 1 - Vainqueur de groupe      | Pot 2 - Deuxième de groupe       |
| -------------------------------- | -------------------------------- | -------------------------------- |
| E                                | Sanfrecce Hiroshima              | Sydney FC                        |
| F                                | Lion City Sailors                | Thai Port                        |
| G                                | Bangkok United                   | Thep Xanh Nam Dinh               |
| H                                | Jeonbuk Hyundai Motors           | Muangthong United                |

### Huitièmes de finale
Les matchs aller se jouent les 11-12-13 février et les match retour les 18-19-20 février 2025.
| Équipe             | Aller             | Total             | Retour            | Équipe                 |
| Région de l'Ouest  | Région de l'Ouest | Région de l'Ouest | Région de l'Ouest | Région de l'Ouest      |
| ------------------ | ----------------- | ----------------- | ----------------- | ---------------------- |
| Al-Khaldiya SC     | 1 - 2             | 4 - 5             | 3 - 3             | Tractor SC             |
| Al-Wakrah SC       | 2 - 2             | 4 - 4 (3 - 4 tab) | 2 - 2 ap          | Al-Taawoun             |
| Al-Weehdat Club    | 0 - 2             | 3 - 6             | 3 - 4             | Shabab Al-Ahli Club    |
| Al Hussein Irbid   | 0 - 1             | 1 - 1 (0 - 3 tab) | 1 - 0 ap          | Sharjah FC             |
| Région de l'Est    |                   |                   |                   |                        |
| Thep Xanh Nam Dinh | 0 - 3             | 0 - 7             | 0 - 4             | Sanfrecce Hiroshima    |
| Muangthong United  | 2 - 3             | 2 -7              | 0 - 4             | Lion City Sailors      |
| Thai Port          | 0 - 4             | 0 - 5             | 0 - 1             | Jeonbuk Hyundai Motors |
| Sydney FC          | 2 - 2             | 5 - 2             | 3 - 2 ap          | Bangkok United         |

### Quarts de finale
Les matchs aller se jouent les 4-5-6 mars et les match retour les 11-12-13 mars 2025.
| Équipe                 | Aller                         | Total             | Retour            | Équipe            |
| Région de l'Ouest      | Région de l'Ouest             | Région de l'Ouest | Région de l'Ouest | Région de l'Ouest |
| ---------------------- | ----------------------------- | ----------------- | ----------------- | ----------------- |
| Tractor SC             | 0 - 0                         | 2 - 2 (2 - 4 tab) | 2 - 2 ap          | Al-Taawoun        |
| Shabab Al-Ahli Club    | 1 - 1                         | 2 - 2 (4 - 5 tab) | 1 - 1 ap          | Sharjah FC        |
| Région de l'Est        |                               |                   |                   |                   |
| Sanfrecce Hiroshima    | 0 - 3 , Score initial : 6 - 1 | 1 - 3             | 1 - 1             | Lion City Sailors |
| Jeonbuk Hyundai Motors | 0 - 2                         | 2 - 5             | 2 - 3             | Sydney FC         |

### Demi-finales
Les matchs aller se jouent le 8-9 avril et les match retour les 15-16 avril 2025.
| Équipe            | Aller             | Total             | Retour            | Équipe            |
| Région de l'Ouest | Région de l'Ouest | Région de l'Ouest | Région de l'Ouest | Région de l'Ouest |
| ----------------- | ----------------- | ----------------- | ----------------- | ----------------- |
| Al-Taawoun        | 1 - 0             | 1 - 2             | 0 - 2             | Sharjah FC        |
| Région de l'Est   |                   |                   |                   |                   |
| Lion City Sailors | 2 - 0             | 2 - 1             | 0 - 1             | Sydney FC         |

### Finale
La finale se joue le 18 mai 2025.
| Équipe            | Score | Équipe     |
| ----------------- | ----- | ---------- |
| Lion City Sailors | 1 - 2 | Sharjah FC |

### Tableau final
|  | Huitièmes de finale    | Huitièmes de finale    | Huitièmes de finale | Huitièmes de finale |                        |                        | Quarts de finale | Quarts de finale | Quarts de finale | Quarts de finale |  |  | Demi-finales | Demi-finales | Demi-finales | Demi-finales |  |  | Finale | Finale | Finale | Finale |
|  |                        |                        |                     |                     |                        |                        |                  |                  |                  |                  |  |  |              |              |              |              |  |  |        |        |        |        |
|  |                        |                        |                     |                     |                        |                        |                  |                  |                  |                  |  |  |              |              |              |              |  |  |        |        |        |        |
|  | Thep Xanh Nam Dinh     | Thep Xanh Nam Dinh     | 0                   | 0                   |                        |                        |                  |                  |                  |                  |  |  |              |              |              |              |  |  |        |        |        |        |
|  | Thep Xanh Nam Dinh     | Thep Xanh Nam Dinh     | 0                   | 0                   |                        |                        |                  |                  |                  |                  |  |  |              |              |              |              |  |  |        |        |        |        |
|  | Sanfrecce Hiroshima    | Sanfrecce Hiroshima    | 3                   | 4                   |                        |                        |                  |                  |                  |                  |  |  |              |              |              |              |  |  |        |        |        |        |
|  | Sanfrecce Hiroshima    | Sanfrecce Hiroshima    | 3                   | 4                   | Sanfrecce Hiroshima    | Sanfrecce Hiroshima    | 0                | 1                |                  |                  |  |  |              |              |              |              |  |  |        |        |        |        |
|  |                        |                        |                     |                     | Sanfrecce Hiroshima    | Sanfrecce Hiroshima    | 0                | 1                |                  |                  |  |  |              |              |              |              |  |  |        |        |        |        |
|  |                        |                        | Lion City Sailors   | Lion City Sailors   | 3                      | 1                      |                  |                  |                  |                  |  |  |              |              |              |              |  |  |        |        |        |        |
|  | Muangthong United      | Muangthong United      | Lion City Sailors   | Lion City Sailors   | 3                      | 1                      | 2                | 0                |                  |                  |  |  |              |              |              |              |  |  |        |        |        |        |
|  | Muangthong United      | Muangthong United      |                     |                     |                        |                        |                  | 0                |                  |                  |  |  |              |              |              |              |  |  |        |        |        |        |
|  | Lion City Sailors      | Lion City Sailors      | 3                   | 4                   |                        |                        |                  |                  |                  |                  |  |  |              |              |              |              |  |  |        |        |        |        |
|  | Lion City Sailors      | Lion City Sailors      | 3                   | 4                   | Lion City Sailors      | Lion City Sailors      | 2                | 0                |                  |                  |  |  |              |              |              |              |  |  |        |        |        |        |
|  |                        |                        |                     |                     | Lion City Sailors      | Lion City Sailors      | 2                | 0                |                  |                  |  |  |              |              |              |              |  |  |        |        |        |        |
|  |                        |                        | Sydney FC           | Sydney FC           | 0                      | 1                      |                  |                  |                  |                  |  |  |              |              |              |              |  |  |        |        |        |        |
|  | Thai Port              | Thai Port              | Sydney FC           | Sydney FC           | 0                      | 1                      | 0                | 0                |                  |                  |  |  |              |              |              |              |  |  |        |        |        |        |
|  | Thai Port              | Thai Port              |                     |                     |                        |                        |                  | 0                |                  |                  |  |  |              |              |              |              |  |  |        |        |        |        |
|  | Jeonbuk Hyundai Motors | Jeonbuk Hyundai Motors | 4                   | 1                   |                        |                        |                  |                  |                  |                  |  |  |              |              |              |              |  |  |        |        |        |        |
|  | Jeonbuk Hyundai Motors | Jeonbuk Hyundai Motors | 4                   | 1                   | Jeonbuk Hyundai Motors | Jeonbuk Hyundai Motors | 0                | 2                |                  |                  |  |  |              |              |              |              |  |  |        |        |        |        |
|  |                        |                        |                     |                     | Jeonbuk Hyundai Motors | Jeonbuk Hyundai Motors | 0                | 2                |                  |                  |  |  |              |              |              |              |  |  |        |        |        |        |
|  |                        |                        | Sydney FC           | Sydney FC           | 2                      | 3                      |                  |                  |                  |                  |  |  |              |              |              |              |  |  |        |        |        |        |
|  | Sydney FC              | Sydney FC              | Sydney FC           | Sydney FC           | 2                      | 3                      | 2                | 3 ap             |                  |                  |  |  |              |              |              |              |  |  |        |        |        |        |
|  | Sydney FC              | Sydney FC              |                     |                     |                        |                        |                  | 3 ap             |                  |                  |  |  |              |              |              |              |  |  |        |        |        |        |
|  | Bangkok United         | Bangkok United         | 2                   | 2                   |                        |                        |                  |                  |                  |                  |  |  |              |              |              |              |  |  |        |        |        |        |
|  | Bangkok United         | Bangkok United         | 2                   | 2                   | Lion City Sailors      | Lion City Sailors      | 1                | 1                |                  |                  |  |  |              |              |              |              |  |  |        |        |        |        |
|  |                        |                        |                     |                     | Lion City Sailors      | Lion City Sailors      | 1                | 1                |                  |                  |  |  |              |              |              |              |  |  |        |        |        |        |
|  |                        |                        | Sharjah FC          | Sharjah FC          | 2                      | 2                      |                  |                  |                  |                  |  |  |              |              |              |              |  |  |        |        |        |        |
|  | Al-Khaldiya SC         | Al-Khaldiya SC         | Sharjah FC          | Sharjah FC          | 2                      | 2                      | 1                | 3                |                  |                  |  |  |              |              |              |              |  |  |        |        |        |        |
|  | Al-Khaldiya SC         | Al-Khaldiya SC         |                     |                     |                        |                        |                  | 3                |                  |                  |  |  |              |              |              |              |  |  |        |        |        |        |
|  | Tractor SC             | Tractor SC             | 2                   | 3                   |                        |                        |                  |                  |                  |                  |  |  |              |              |              |              |  |  |        |        |        |        |
|  | Tractor SC             | Tractor SC             | 2                   | 3                   | Tractor SC             | Tractor SC             | 0                | 2 ap(2)          |                  |                  |  |  |              |              |              |              |  |  |        |        |        |        |
|  |                        |                        |                     |                     | Tractor SC             | Tractor SC             | 0                | 2 ap(2)          |                  |                  |  |  |              |              |              |              |  |  |        |        |        |        |
|  |                        |                        | Al-Taawoun          | Al-Taawoun          | 0                      | 2 tab(4)               |                  |                  |                  |                  |  |  |              |              |              |              |  |  |        |        |        |        |
|  | Al-Wakrah SC           | Al-Wakrah SC           | Al-Taawoun          | Al-Taawoun          | 0                      | 2 tab(4)               | 2                | 2 ap(3)          |                  |                  |  |  |              |              |              |              |  |  |        |        |        |        |
|  | Al-Wakrah SC           | Al-Wakrah SC           |                     |                     |                        |                        |                  | 2 ap(3)          |                  |                  |  |  |              |              |              |              |  |  |        |        |        |        |
|  | Al-Taawoun             | Al-Taawoun             | 2                   | 2 tab(4)            |                        |                        |                  |                  |                  |                  |  |  |              |              |              |              |  |  |        |        |        |        |
|  | Al-Taawoun             | Al-Taawoun             | 2                   | 2 tab(4)            | Al-Taawoun             | Al-Taawoun             | 1                | 0                |                  |                  |  |  |              |              |              |              |  |  |        |        |        |        |
|  |                        |                        |                     |                     | Al-Taawoun             | Al-Taawoun             | 1                | 0                |                  |                  |  |  |              |              |              |              |  |  |        |        |        |        |
|  |                        |                        | Sharjah FC          | Sharjah FC          | 0                      | 2                      |                  |                  |                  |                  |  |  |              |              |              |              |  |  |        |        |        |        |
|  | Al-Weehdat Club        | Al-Weehdat Club        | Sharjah FC          | Sharjah FC          | 0                      | 2                      | 0                | 3                |                  |                  |  |  |              |              |              |              |  |  |        |        |        |        |
|  | Al-Weehdat Club        | Al-Weehdat Club        |                     |                     |                        |                        |                  | 3                |                  |                  |  |  |              |              |              |              |  |  |        |        |        |        |
|  | Shabab Al-Ahli Club    | Shabab Al-Ahli Club    | 2                   | 4                   |                        |                        |                  |                  |                  |                  |  |  |              |              |              |              |  |  |        |        |        |        |
|  | Shabab Al-Ahli Club    | Shabab Al-Ahli Club    | 2                   | 4                   | Shabab Al-Ahli Club    | Shabab Al-Ahli Club    | 1                | 1 ap(4)          |                  |                  |  |  |              |              |              |              |  |  |        |        |        |        |
|  |                        |                        |                     |                     | Shabab Al-Ahli Club    | Shabab Al-Ahli Club    | 1                | 1 ap(4)          |                  |                  |  |  |              |              |              |              |  |  |        |        |        |        |
|  |                        |                        | Sharjah FC          | Sharjah FC          | 1                      | 1 tab(5)               |                  |                  |                  |                  |  |  |              |              |              |              |  |  |        |        |        |        |
|  | Al Hussein Irbid       | Al Hussein Irbid       | Sharjah FC          | Sharjah FC          | 1                      | 1 tab(5)               | 0                | 1 ap(0)          |                  |                  |  |  |              |              |              |              |  |  |        |        |        |        |
|  | Al Hussein Irbid       | Al Hussein Irbid       |                     |                     |                        |                        |                  | 1 ap(0)          |                  |                  |  |  |              |              |              |              |  |  |        |        |        |        |
|  | Sharjah FC             | Sharjah FC             | 1                   | 0 tab(3)            |                        |                        |                  |                  |                  |                  |  |  |              |              |              |              |  |  |        |        |        |        |
|  | Sharjah FC             | Sharjah FC             | 1                   | 0 tab(3)            |                        |                        |                  |                  |                  |                  |  |  |              |              |              |              |  |  |        |        |        |        |
|  |                        |                        |                     |                     |                        |                        |                  |                  |                  |                  |  |  |              |              |              |              |  |  |        |        |        |        |

## Nombre d'équipes par association et par tour
L'ordre des fédérations est établi suivant le Classement des compétitions de clubs de l'AFC.

### Région Ouest
| Association         |       | Barrages         | +   | Phase de groupes                   | Huitièmes de finale                | Quarts de finale                 | Demi-finales    | Finale       |
| ------------------- | ----- | ---------------- | --- | ---------------------------------- | ---------------------------------- | -------------------------------- | --------------- | ------------ |
| Arabie Saoudite     |       |                  | +1  | 1 Al-Taawoun FC                    | 1 Al-Taawoun FC                    | 1 Al-Taawoun FC                  | 1 Al-Taawoun FC |              |
| Qatar               |       |                  | +1  | 1 Al-Wakrah SC                     | 1 Al-Wakrah SC                     |                                  |                 |              |
| Iran                |       |                  | +2  | 2 Sepahan SC Tractor SC            | 1 Tractor SC                       | 1 Tractor SC                     |                 |              |
| Émirats arabes unis |       |                  | +2  | 2 Sharjah FC Shabab Al-Ahli Club   | 2 Sharjah FC Shabab Al-Ahli Club   | 2 Sharjah FC Shabab Al-Ahli Club | 1 Sharjah FC    | 1 Sharjah FC |
| Ouzbékistan         |       |                  | +1  | 1 Nasaf Qarshi                     |                                    |                                  |                 |              |
| Irak                |       |                  | +1  | 1 Al-Qowa Al-Jawiya                |                                    |                                  |                 |              |
| Jordanie            |       |                  | +2  | 2 Al Hussein Irbid Al-Weehdat Club | 2 Al Hussein Irbid Al-Weehdat Club |                                  |                 |              |
| Tadjikistan         |       |                  | +2  | 2 Istiqlol Douchanbé Ravshan Kulob |                                    |                                  |                 |              |
| Inde                |       | 1 East Bengal FC | +1  | 1 Mohun Bagan                      |                                    |                                  |                 |              |
| Bahreïn             |       | 1 Al-Ahli Club   | +1  | 1 Al-Khaldiya SC                   | 1 Al-Khaldiya SC                   |                                  |                 |              |
| Koweït              |       | 1 Koweït SC      |     | 1 Koweït SC                        |                                    |                                  |                 |              |
| Turkménistan        |       | 1 Altyn Asyr     |     | 1 Altyn Asyr                       |                                    |                                  |                 |              |
| Total               | Total | 4                | +14 | 16                                 | 8                                  | 4                                | 2               | 1            |

### Région Est
| Associations |       | +   | Phase de groupes                                | Huitièmes de finale                              | Quarts de finale         | Demi-finales        | Finale              |
| ------------ | ----- | --- | ----------------------------------------------- | ------------------------------------------------ | ------------------------ | ------------------- | ------------------- |
| Japon        |       | +1  | 1 Sanfrecce Hiroshima                           | 1 Sanfrecce Hiroshima                            | 1 Sanfrecce Hiroshima    |                     |                     |
| Corée du Sud |       | +1  | 1 Jeonbuk Hyundai Motors                        | 1 Jeonbuk Hyundai Motors                         | 1 Jeonbuk Hyundai Motors |                     |                     |
| Chine        |       | +1  | 1 Zhejiang Professional                         |                                                  |                          |                     |                     |
| Thaïlande    |       | +3  | 3 Bangkok United Muangthong United Thai Port FC | 3 Bangkok United, Muangthong United Thai Port FC |                          |                     |                     |
| Australie    |       | +1  | 1 Sydney FC                                     | 1 Sydney FC                                      | 1 Sydney FC              | 1 Sydney FC         |                     |
| Malaisie     |       | +1  | 1 Selangor FC                                   |                                                  |                          |                     |                     |
| Viêtnam      |       | +1  | 1 Nam Dinh FC                                   | 1 Nam Dinh FC                                    |                          |                     |                     |
| Hong Kong    |       | +2  | 2 Eastern SC Lee Man FC                         |                                                  |                          |                     |                     |
| Philippines  |       | +2  | 2 Cebu FC Kaya FC                               |                                                  |                          |                     |                     |
| Singapour    |       | +2  | 2 Lion City Sailors Tampines Rovers             | 1 Lion City Sailors                              | 1 Lion City Sailors      | 1 Lion City Sailors | 1 Lion City Sailors |
| Indonésie    |       | +1  | 1 Persib Bandung                                |                                                  |                          |                     |                     |
| Total        | Total | +16 | 16                                              | 8                                                | 4                        | 2                   | 1                   |